# Midthordland

Fylke Hordaland, Midthordland ist rot markiert.

Midthordland (auch geschrieben Midhordland) ist eine Landschaft im Westen Norwegens, die aus den mittleren Regionen des ehemaligen Fylke Hordaland besteht. Sie umfasst die 6 Kommunen Askøy, Austevoll, Bergen, Bjørnefjorden, Samnanger, und Øygarden, und hat eine Fläche von 1.785 km² und eine Bevölkerungszahl von 337.146 (1. Juli 2009). Die Hauptstadt der Region Midthordland ist Bergen.
Midthordland ist einer von 15 Distrikten, die zusammen den Landesteil Vestlandet ausmachen.